# Der bestrafte Hochmut

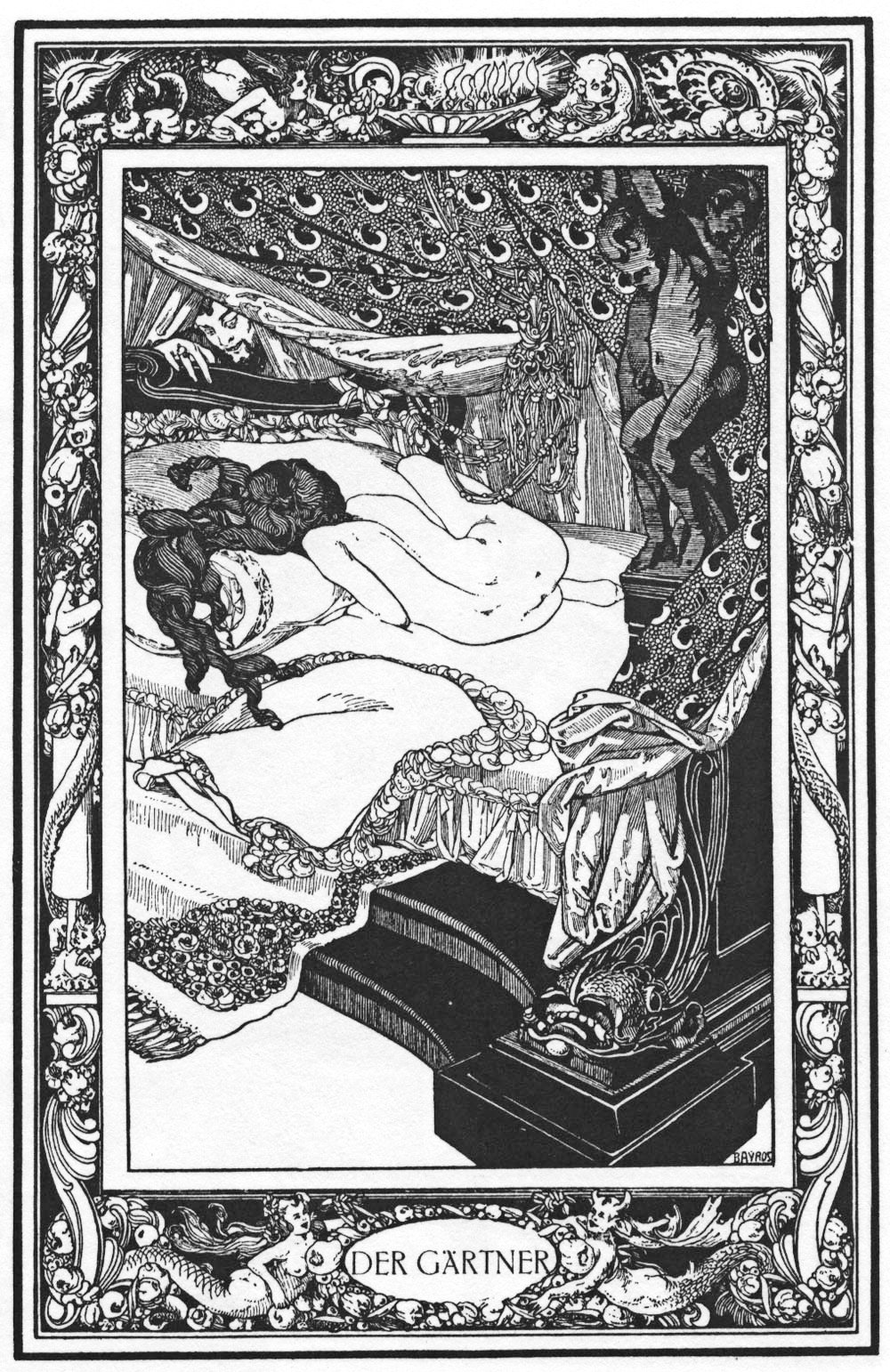
Illustration von Franz von Bayros, 1909

Der bestrafte Hochmut (neapolitanisches Original: La soperbia casticata) ist eine Erzählung (AaTh 900). Sie steht in Giambattista Basiles Sammlung Pentameron als zehnte Erzählung des vierten Tages (IV,10). Felix Liebrecht übersetzte Bestrafter Hochmuth.

## Inhalt
Die schöne Prinzessin weist jeden Freier grausam ab. Ein gekränkter König fängt verkleidet als Gärtner an und lockt sie mit schönem Kleid, dann passendem Unterrock und schließlich dem Mieder, die er jeweils unter ihr Fenster legt. Dafür verlangt er, im Saal, im Vorzimmer und schließlich in ihrem Zimmer zu schlafen. Sie weist ihm eine Ecke zu und er vergewaltigt sie im Schlaf. Schließlich wird sie schwanger und muss mit ihm fliehen. An seinem Hof lebt sie in Armut, ohne zu wissen, dass er König ist. Er bittet sie dreimal um Diebstähle, bei denen er sie dann als König ertappt und dafür demütigt. Erst als sie ihr Kind bekommt, gebietet seine Mutter der Rache einhalt. Sie heiraten.

## Bemerkungen
Rudolf Schenda zufolge dürfte hier Luigi Alamannis Novelle von der Gräfin von Tolosa und dem Juwelier zugrunde liegen (deutsch in Walter Kellers Die schönsten Novellen der Renaissance, 1918). Der Stoff von der Demütigung der stolzen Prinzessin findet sich schon in Straparolas Piacevoli notti als Tebaldo di Salerno und Galafro, re di Spagna. Vgl. bei Basile III,1 Cannetella. Der Gärtner ist eine Standardfigur der Intrigen in Liebesabenteuerromanen. Das Märchen ähnelt heute dem kindgerechteren König Drosselbart oder auch Der Froschkönig (die Ecke im Schlafzimmer).